# 边界节点法
基于网格的传统方法（如有限元法和边界元法）在处理高维、移动边界和几何复杂域问题时，常会遇到网格生成、网格重构等困难，一定程度上限制了有限元、边界元的发展。近几十年来发展起来的无网格方法以不需要生成插值网格单元而得到了大量的研究，克服了对传统网格的依赖，避免了因网格畸变引起的计算困难，减少了计算复杂度，从而引起了广泛的研究。
在各类无网格方法中，边界节点法（Boundary knot method）是一种边界型径向基函数配点法。相比于与其它方法有很大的优势。首先，与基于控制方程基本解的方法（如边界元方法、基本解方法和奇异边界法等）不同，此方法不再需要特殊的技巧去消除核函数的源点奇异性；其次，边界节点法是真正的无网格法，具有数值谱收敛性、离散代数系统的对称性、不需要积分、编程简单等优点。边界节点法在声学、扩散、流体等领域已经得到了深入的研究。

## 方法描述
边界节点法耦合了径向基函数、非奇异通解和双向互易法等技术。将偏微分方程的解分解为通解和特解，通过双向互易技术得到方程的特解，而方程的通解则通过边界节点法给出。与著名的基本解方法不同的是，边界节点法选取方程的非奇异一般解而不是奇异的基本解作为基函数，这样避免了为了克服基本解奇异性而选取的虚假边界的问题。

## 公式
以下述问题为例：
(1) {\displaystyle Lu=0,\ \ \left(x,y\right)\in \Omega }
(2) {\displaystyle u=g\left(x,y\right),\ \ \left(x,y\right)\in \partial \Omega _{D}}
(3) {\displaystyle {\frac {\partial u}{\partial n}}=h\left(x,y\right),\ \ h\left(x,y\right)\in \partial \Omega _{N}}
其中{\displaystyle L}是偏微分算子，{\displaystyle \Omega }代表计算域，{\displaystyle \partial \Omega _{D}} 和{\displaystyle \partial \Omega _{N}} 分别为狄利克雷（Dirichlet）边界和诺依曼（Neumann）边界条件，并且满足{\displaystyle \partial \Omega _{D}\cup \partial \Omega _{N}=\partial \Omega } 和 {\displaystyle \partial \Omega _{D}\cap \partial \Omega _{N}=\varnothing }。
BKM用积分算子{\displaystyle L}的非奇异通解近似数值解，方法如下：
(4) {\displaystyle u^{*}\left(x,y\right)=\sum \limits _{i=1}^{N}\alpha _{i}\phi \left(r_{i}\right)}
其中{\displaystyle r_{i}=\left\|\left(x,y\right)-\left(x_{i},y_{i}\right)\right\|_{2}}为欧几里得距离，{\displaystyle \phi \left(\cdot \right)} 是通解且满足
(5){\displaystyle L\phi =0}
通过应用配点法满足边界条件（2）和（3）得到下面线性方程组
(6){\displaystyle {\begin{aligned}&g\left(x_{k},y_{k}\right)=\sum \limits _{i=1}^{N}\alpha _{i}\phi \left(r_{i}\right),\qquad k=1,\ldots ,m_{1}\\&h\left(x_{k},y_{k}\right)=\sum \limits _{i=1}^{N}\alpha _{i}{\frac {\partial \phi \left(r_{i}\right)}{\partial n}},\qquad k=m_{1}+1,\ldots ,m\\\end{aligned}}}
其中{\displaystyle \left(x_{k},y_{k}\right)|_{k=1}^{m_{1}}}   和    {\displaystyle \left(x_{k},y_{k}\right)|_{k=m_{1}+1}^{m}}  分别为分布在狄利克雷和诺依曼边界上的配点，未知待求的系数{\displaystyle \alpha _{i}}可以由以上方程被唯一确定。然后，可以通过公式（4）计算出计算求解区域上任一点的数值解。

## 发展历史及研究现状
边界元方法采用基于控制方程的基本解的边界积分形式，成功将求解问题的维数降低一维，在处理无限域、薄体材料及反问题上比有限元和有限体积法更具有优势。然而，边界元最大的瓶颈在于奇异积分的求解及求解区域边界的网格剖分。近几十年来，基本解方法 作为一种改进的非直接边界元方法得到了广泛的关注。基本解方法，无需积分，无需划分网格，且具有谱收敛性。
顾名思义，基本解方法利用问题的微分控制方程基本解作为基函数。为了避免基本解的源点奇异性，基本解方法在物理边界外选取人工的虚拟边界。由于虚拟边界的设定没有成熟的理论基础，其任意性和不确定性阻碍了基本解方法在实际中的广泛应用。而边界节点法选取了方程的非奇异一般解，从而克服了基本解的奇异性并且保留了基本解方法的其余优点。
边界节点法已经获得了广泛的关注如：在文献中，边界节点法被用于求解拉普拉斯方程、亥姆霍兹方程和变系数亥姆霍兹方程；文献中，基于Fasshauer’s Hermite RBF 插值，作者提出一种针对混合边界条件的对称边界节点法；文献中，作者通过考察齐次亥姆霍兹、修正亥姆霍兹以及对流扩散等问题，讨论了边界节点法的数值收敛性；文献中，边界节点法被用于处理二维和三维复杂几何域的亥姆霍兹、对流扩散等问题；在文献中，作者使用对称边界节点法模拟了了混合边界条件下的薄膜振动问题；在文献中，作者多使用边界节点法对反问题进行了一些尝试；在文献中，边界节点法被用于求解泊松方程；文献中，边界节点法被用于求解非齐次亥姆霍兹的柯西反问题；文献中，通过测地距离，边界节点法被用于求解求解各向异性问题；在文献中，研究了条件数、有效条件数和正则化之间及边界节点法之间的关系；在文献中，边界节点法被用于求解非线性材料的热传导问题；在文献中，求解了非线性的Eikonal方程。

## 参阅
- 基本解法（英语：Method of fundamental solution）
- 正则化无网格法
- 边界粒子法
- 奇异边界法
- Kansa方法

## 相关链接
- Boundary knot method
- Examplary Matlab codes and geometric configurations